# Epogdoon

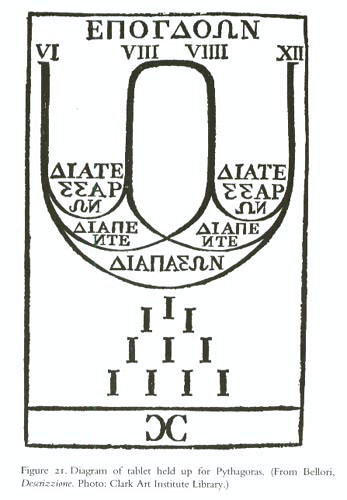
Diagramme montrant les relations entre epogdoon, diatessaron, diapente, et diapason

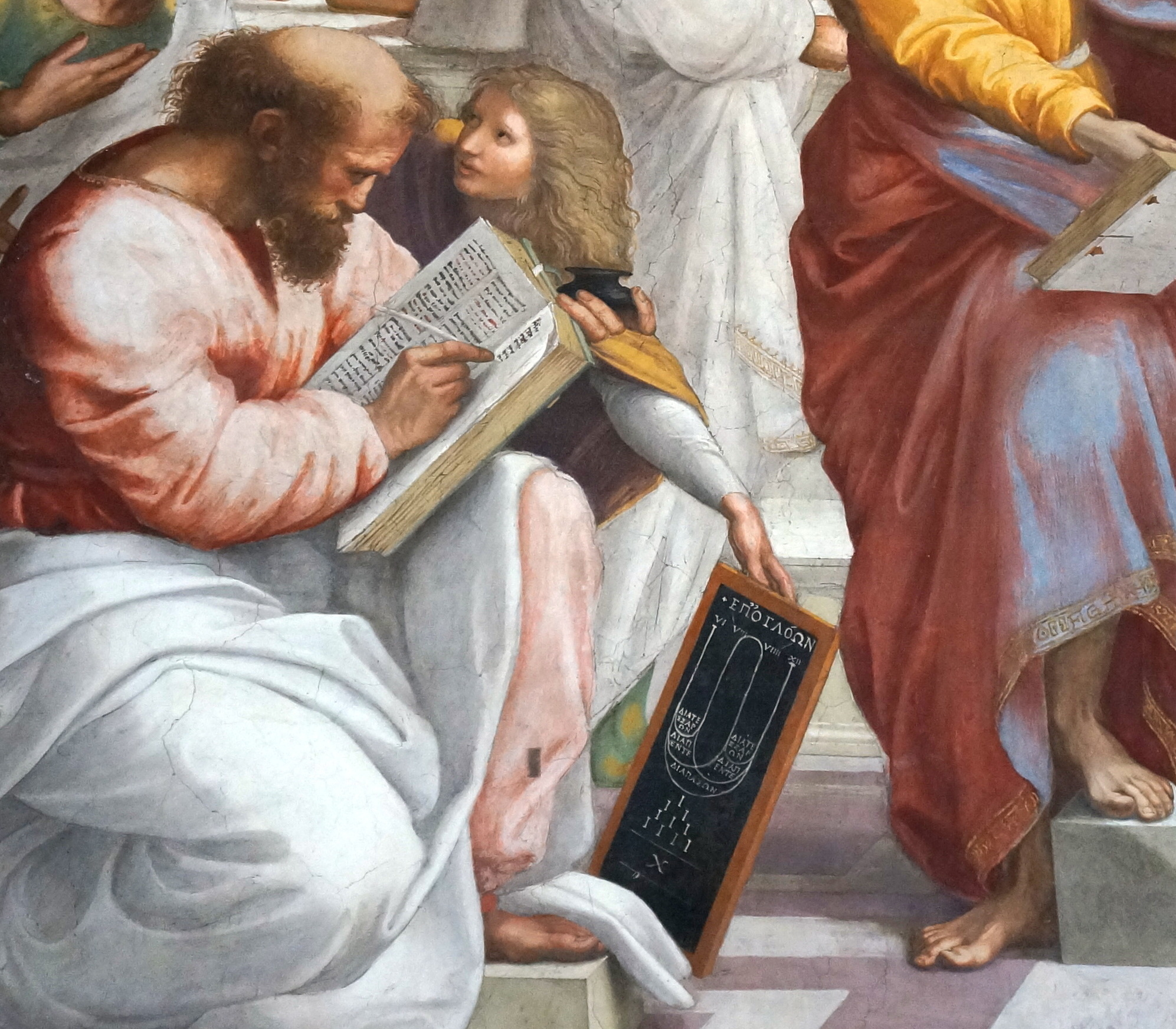
Détail de L'École d'Athènes de Raphaël montrant le diagramme de lepogdoon

Dans la théorie pythagoricienne de la musique, l'epogdoon (grec ancien : ἐπόγδοον) est l'intervalle ayant un ratio de 9 pour 8 (1,125). Le mot est composé du préfixe epi, signifiant « sur le dessus de » et ogdoon signifiant « un huitième ». Il signifie donc « un huitième en plus ». Par exemple, les nombres naturels 8 et 9 sont dans cette relation : 8+({\displaystyle {\tfrac {1}{8}}}×8)=9.
L'epogdoon, en raison de ses propriétés mathématiques et esthétiques, était considéré par les pythagoriciens comme particulièrement harmonieux. D'ailleurs, d'après Plutarque, ils haïssaient le nombre 17 car il séparait 16 de son epogdoon 18 et était donc un symbole de la Discorde.

« [Epogdoos] est le ratio 9/8 qui correspond au ton, [hêmiolios est] le ratio 3/2 qui est associé avec la quinte musicale, et [epitritos est] le ratio 4/3 associé avec la quarte musicale. Il est commun de traduire « epogdoos » en « ton » [seconde majeure]. »